# AC Hörde 04
Der Athleten-Club Hörde 1904 e.V., kurz AC Hörde, ist ein deutscher Ringerverein. Er wurde 1904 gegründet und ist bis heute der erfolgreichste Hörder Verein.
In der Vereinsgeschichte des AC Hörde 04 konnte 1931, 1933 und 1934 dreimal der Deutsche Mannschaftsmeister errungen werden. Viele bekannte Ringer holten Medaillen bei nationalen wie internationalen Meisterschaften. Die bekanntesten Ringer waren: Ferdinand Muß, Fritz Weikart, Heinrich Heitmann, Paul Muschall, Fritz Scharfe, Hans Scharfe, Heinz Litewski, Fritz Schrader sen. und jun., Michael Schröer, Carsten Wiedemann, Thomas und Klaus Eigenbrodt.
Eine umfangreichere Vereins-Historie ist der Webpräsenz des Vereins zu entnehmen.  